# Maria Forescu
Maria Forescu, nome d'arte di Maria Füllenbaum (Černivci, 15 gennaio 1875 – Berlino, 28 ottobre 1947), è stata un'attrice rumena nata nell’impero austro-ungarico.

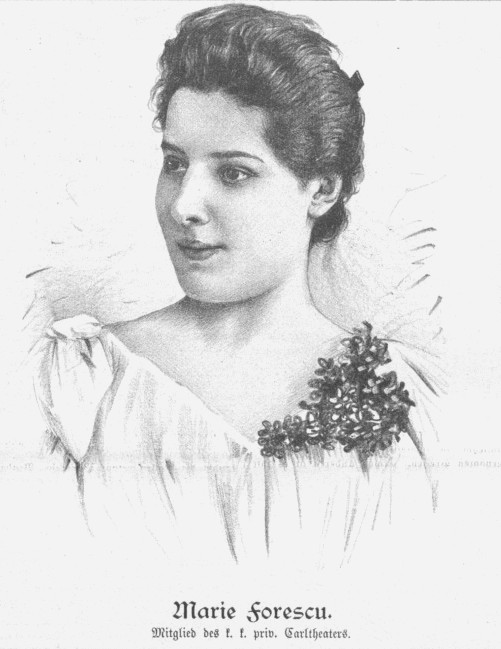

Durante l’epoca del cinema tedesco muto e agli albori del sonoro figurò in parecchi film come attrice non protagonista.
Quando salì al potere Adolf Hitler, a Maria Forescu, di etnia ebraica, fu proibito di continuare la sua professione. Sopravvisse all’Olocausto vivendo in clandestinità durante gli ultimi anni della Seconda guerra mondiale.
Morì a Berlino Est nel 1947.

## Biografia
Nata Maria Füllenbaum a Černivci, in romeno Cernăuți, frequentò la scuola media a Parigi, al Conservatorio di Praga studiò canto, musica e arte drammatica.
Tra la fine del XIX e l’inizio del XX secolo debuttò come cantante di operetta e presto divenne membro rinomato del rinnovato Carltheater di Vienna, esibendosi in parecchie delle tournée europee organizzate dal Teatro: fu quindi a Berlino, dove recitò nel Theater des Westens e nei più importanti teatri d’operetta.
Iniziò a lavorare per il cinema nel 1911, nel lungometraggio Die Pflicht diretto da Charles Paulus.
Nel 1915 pose fine alla propria carriera di cantante per concentrarsi su quella di attrice, ma sostanzialmente ebbe parti da comprimaria.
All’epoca del muto, recitò in alcuni film con Harry Piel (regista, sceneggiatore, attore e produttore): nel 1923 e nel 1929 fu infatti comprimaria in quattro suoi lungometraggi:

◎ nel 1923: 
- Menschen und Masken. 1. Teil: Der Falsche Emir, noto anche come King by Proxy, e
- Menschen und Masken. 2. Teil: Ein Gefärlisches spiel

diretti e interpretati da Piel e prodotti da Piel con Hape-Film Company, Berlin;
 
◎ nel 1929: 
- Männer ohne Beruf (noto anche come Sein großes Ehrenwort) e
- Sein Bester Freund. Ein Abenteuer mit 15 Hunden, noto pure come Ein kesser Junge, 
anch’essi diretti e interpretati da Piel e prodotti da Piel con Ariel-Film, Berlino.

Con Piel ancora all’inizio degli anni Trenta lavorò in film sonori che furono anche rigirati in francese: 

◎ 1930:
- Er oder Ich? (diretto e interpretato da Piel e prodotto da Piel con Ariel-Film, Berlino), e la versione francese:
- Lui et moi (diretto e interpretato da Piel e prodotto da Piel con Ariel-Film, Berlino, e Gaumont Franco Film Aubert, Parigi);

◎ 1931:
- Schatten der Underwelt (diretto e interpretato da Piel e prodotto da Piel con Ariel-Film, Berlino), e la versione francese:
- Ombres des bas fonds (diretto e interpretato da Piel e prodotto da Piel con Ariel-Film, Berlino, e Gaumont Franco Film Aubert, Parigi)
- Bobby geht Los (diretto e interpretato da Piel e prodotto da Piel con Ariel-Film, Berlino[8] e la versione francese:
- L’auberge du Père Jonas (diretto e interpretato da Piel e prodotto da Piel con Ariel-Film, Berlino, e Gaumont Franco Film Aubert, Parigi).

Nel 1931 recitò anche in Zwischen Nacht und Morgen di Gerhard Lamprecht e in Danton di Hans Behrendt.
Nel 1929 aveva recitato in un’altra pellicola controversa: Der Sittenrichter. § 218. Eine wahre Begebenheit (in inglese: The Customs Judge), film muto diretto da Carl Heinz Wolff, interpretando la donna che fa abortire la protagonista. Proprio l’argomento dell’aborto suscitò polemiche.
Altro film in cui era stata attrice non protagonista e che aveva subito una netta censura era stato Das Frauenhaus von Brescia (noto anche come The Women House of Brescia o The House of Pillory, dal nome di un luogo in cui le donne catturate dal nemico in guerra nell’Europa medievale venivano imprigionate, violate e sfruttate, diretto da Hubert Moest) nel 1920. Argomento portante del film e sua raffigurazione, la prostituzione, erano stati il motivo principale per il quale esso dopo l’uscita nel 1920 era stato vietato in Germania sia nel 1921, sia nel 1923 sebbene la casa di produzione avesse allora assolto all’obbligo della rimozione delle scene eccepite dall’organo di censura.
Al 1922 risale la partecipazione al film muto Marizza, detta la signora dei contrabbandieri, in cui interpretò il personaggio della vecchia Yelina: il film fu diretto da Friedrich Wilhelm Murnau, uno dei suoi tanti muti oggi perduti o peculiari non di meno per storia editoriale o conservazione avventurose, contrastate o addirittura misteriose. Non diversa fu la sorte di Marizza: il film è infatti dato per perduto nella sua interezza, restandone solo una parte frammentaria della prima bobina.
Del 1932, dopo che aveva lavorato in Das erste Recht des Kindes, diretto da Fritz Wendhausen, è l’abrupta interruzione della carriera di attrice di Maria Forescu, discriminata come ebrea e perciò impossibilitata al prosieguo della sua professione e ad intraprenderne qualsiasi altra.
Espulsa dal Reichsfachschaft Film nel 1938, trovò rifugio in un quartiere della Berlino occidentale dove morì, nel 1947.

## Filmografia (non completa)
Schede
- The Story of Dida Ibsen (1918)
- Colomba (1918)
- Peer Gynt (1919)
- The Dancer (1919)
- Veritas vincit (1919)
- Humanity Unleashed (1920)
- The Stranger from Alster Street (1921)
- Marizza, detta la signora dei contrabbandieri (1922)
- The Call of Destiny (1922)
- Tabitha, Stand Up (1922)
- Lola Montez, die Tänzerin des Königs (1922)
- The Circle of Death (1922)
- Tania, the Woman in Chains (1922)
- The Great Industrialist (1923)
- Esterella (1923)
- Resurrection (1923)
- Jimmy: The Tale of a Girl and Her Bear (1923)
- A Dangerous Game (1924)
- Marionettes of the Princess (1924)
- The Fake Emir (1924)
- The King and the Girl (1925)
- Götz von Berlichingen zubenannt mit der eisernen Hand (1925)
- La via senza gioia (1925)
- The Hanseatics (1925)
- The Adventures of Sybil Brent (1925)
- Slums of Berlin (1925)
- The Good Reputation (1926)
- Fedora (1926)
- People to Each Other (1926)
- Should We Be Silent? (1926)
- Lace (1926)
- Love's Joys and Woes (1926)
- Watch on the Rhine (1926)
- White Slave Traffic (1926)
- The Gypsy Baron (1927)
- Break-in (1927)
- Bigamie (1927)
- Valencia (1927)
- The Vice of Humanity (1927)
- L'avventuriera di Algeri (1927)
- Poor Little Colombine (1927)
- Two Brothers (1927)
- A Crazy Night (1927)
- Der falsche Prinz (1927)
- Anastasia, the False Czar's Daughter (1928)
- Give Me Life (1928)
- Emerald of the East (1929)
- The Girl from the Provinces (1929)
- The Man with the Frog (1929)
- The Veil Dancer (1929)
- The Daredevil Reporter (1929)
- The Customs Judge (1929)
- Men Without Work (1929)
- His Best Friend (1929)
- Inherited Passions (1929)
- Two Brothers (1929)
- The Caviar Princess (1930)
- Him or Me (1930)
- Echo of a Dream (1930)
- Susanne Cleans Up (1930)
- A Crafty Youth (1931)
- Shadows of the Underworld (1931)
- Road to Rio (1931)
- Danton (1931)
- Zwischen Nacht und Morgen (1931)
- Die Koffer des Herrn O.F. (1931)
- Vi amo e sarete mia (1932)
- Ship Without a Harbour (1932)
- The First Right of the Child (1932)